# Eugênio Pires do Amorim
Eugênio Pires do Amorim (Passa Três, 13 de julho de 1853 — Rio de Janeiro, 24 de setembro de 1897) foi um senador do Brasil durante a República Velha (ou Primeira República), pelo Espírito Santo (1893-1897).
Exercia a medicina, teve uma filha, Josephina Alzira do Amorim, que se casou com Valentim Soares (secretário do senador) em Cachoeiro de Itapemirim, e que após a morte deste se estabeleceu em Niterói - RJ. Desta união nasceram dez filhos: Milton, Múcio, Myrthes, Marcos, Mécio, Mário, Maria José, Maria Amélia, Murilo e Maurício.